# Naples (Illinois)
Naples è un comune degli Stati Uniti d'America, situato nello Stato dell'Illinois, nella contea di Scott.